# Cosmas Banda
Cosmas Banda (ur. 29 grudnia 1975) – piłkarz zambijski grający na pozycji napastnika. W latach 1999–2002 grał w reprezentacji Zambii.

## Kariera klubowa
Karierę piłkarską Banda rozpoczął w klubie Lusaka Dynamos. W jego barwach zadebiutował w zambijskiej Premier League. W klubie tym grał do 1998 roku. W 1999 roku odszedł do Zanaco FC i jego graczem był do połowy 2005 roku. Wraz z Zanaco trzykrotnie wywalczył mistrzostwo kraju (2002, 2003, 2005) i zdobył Puchar Zambii (2002), Challenge Cup (2006) oraz Tarczę Dobroczynności (2001, 2003).
W połowie 2005 roku Banda wyjechał do Malezji i został piłkarzem klubu Sarawak FA. Z kolei w 2006 roku odszedł na sezon do Perlis FA. W 2007 roku wrócił do Zambii i grał najpierw w City of Lusaka (2007 rok), a następnie w Lusaka Dynamos (2008 rok), w którym zakończył karierę. Wraz z Dynamos zdobył Challenge Cup.

## Kariera reprezentacyjna
W reprezentacji Zambii Banda zadebiutował w 1999 roku. W 2002 roku został powołany do kadry na Puchar Narodów Afryki 2002. Na nim wystąpił w 2 spotkaniach: z Senegalem (0:1) i z Egiptem (1:2). W kadrze narodowej grał do 2002 roku.